# Austrocactus
Austrocactus je rod kulovitých až válcovitých kaktusů, momentálně je známo 10 druhů, ale z Patagonie přicházejí nové popisy.

## Výskyt a rozšíření
Rostou v Argentině (9 druhů) a Chile (2 druhy). Vyskytují se od zhruba 32° j.š. (A. ferrarii) po 50° j.š. (A. bertinii) a od pobřeží Atlantiku až do And.

## Popis
Stonky jsou kulovité až sloupovité, nebo protáhlé a poléhavé. Nejmenší zástupce rodu je A. ferrarii se stonky o velikosti nejvíce 10 cm, největší je A. bertinii, který dorůstá výšky až 80 cm. Žebra jsou rozpadlá do hrbolků (s výjimkou A. spiniflorus). Otrnění je značně variabilní co se barvy, délky i hustoty týká a značně závisí na oslunění rostlin (například trny A. bertinii jsou v zastínění háčkovité, na plném slunci rovné). Mají barvu od špinavě bílé přes červenou až do černa. Barva trnů se s věkem může měnit.
Květy mají pestré barvy od téměř bíle růžové přes jasně žlutou, oranžovou až po červenou nebo měděně hnědou.
Plody jsou malé bobule, některé druhy mají suché plody, jiné šťavnaté.
Semena jsou dlouhá 1,7–2,9 mm a široká 0,8–1,0 mm hnědá až černá.

## Přehled druhů
Žebra rozpadlá do hrbolků
- vzpřímený růst
  - velké stonky (>25 cm)
    - Austrocactus bertinii
    - Austrocactus dusenii (syn. Austrocactus bertinii)
    - Austrocactus intertextus sensu Speg.
    - Austrocactus patagonicus (syn. Austrocactus bertinii)

  - menší stonky (<25 cm)
    - Austrocactus ferrarii
    - Austrocactus longicarpus
    - Austrocactus philippii
- poléhavý růst
  - vytváří adventivní kořeny
    - Austrocactus colloncurensis
    - Austrocactus coxii
    - Austrocactus gracilis (syn. Austrocactus coxii)
    - Austrocactus hibernus

  - nevytváří adventivní kořeny
    - Austrocactus subandinus

Ostrá žebra
- Austrocactus spiniflorus

## Pěstování
Přestože se vyskytují ve velkých nadmořských výškách a rostou i na jihu Patagonie, nebyla jejich plná zimovzdornost potvrzena. V jejich domovině se sice potýkají s mrazy, zimy v Patagonii bývají kvůli oceánskému vlivu výrazně mírnější než v Česku (rekordy neklesají pod -15 °C). Většina druhů snáší dlouhodobě teploty k -10 °C, některé snad až -18 °C ale celoroční pěstování venku se nedoporučuje. Od září do března nezaléváme. Pěstování po celý rok v nevytápěném skleníku je možné. Stejně jako zimy i léta jsou v Patagonii mírná, v době růstu nesnáší vysoké teploty a nehybný vzduch. Při pěstování ve skleníku je dobré zajistit pohyb vzduchu (například ventilátorem), letnění venku jim velice prospívá. Množí se semeny nebo odnožemi. Semena klíčí velice neochotně a dokličují i několik měsíců, vyséváme na povrch do jemného minerálního substrátu a udržujeme ve vlhku a teple několik týdnů.